# Референдумы в Швейцарии (1970)
Референдумы в Швейцарии проходили 1 февраля, 7 июня, 27 сентября и 15 ноября 1970 года. Февральский референдум по федеральной резолюции о национальном сахарном рынке был одобрен 54% голосов. В июне проходил референдум по гражданской инициативе «о борьбе против иностранного проникновения» и был отклонён 54% голосов избирателей. В сентябре прошли референдумы по конституционной поправке о стимулировании гимнастики и спорта, который был одобрен, и по гражданской инициативе «о праве на жилище и расширении защиты семьи», который был отвергнут. Ноябрьский референдум по поправке к федеральному финансовому порядку был одобрен 55% голосов.

## Результаты

### Февраль: Сахарный рынок
| Выбор                                | Голосов   | %    |
| ------------------------------------ | --------- | ---- |
| За                                   | 380 023   | 54,2 |
| Против                               | 320 653   | 45,8 |
| Пустых бюллетеней                    | 13 615    | –    |
| Недействительных бюллетеней          | 1 195     | –    |
| Всего                                | 715 486   | 100  |
| Зарегистрированных избирателей/ Явка | 1 634 975 | 43,8 |
| Источник: Nohlen & Stöver            |           |      |

### Июнь: Инициатива против иностранной инфильтрации
| Выбор                                | Общее голосование | Общее голосование | Кантоны | Кантоны | Кантоны |
| Выбор                                | Голосов           | %                 | Полных  | Полу-   | Всего   |
| ------------------------------------ | ----------------- | ----------------- | ------- | ------- | ------- |
| За                                   | 557 517           | 46,0              | 6       | 2       | 7       |
| Против                               | 654 844           | 54,0              | 13      | 4       | 15      |
| Пустых бюллетеней                    | 11 740            | –                 | –       | –       | –       |
| Недействительных бюллетеней          | 2 557             | –                 | –       | –       | –       |
| Всего                                | 1 226 658         | 100               | 19      | 6       | 22      |
| Зарегистрированных избирателей/ Явка | 1 641 777         | 74,7              | –       | –       | –       |
| Источник: Nohlen & Stöver            |                   |                   |         |         |         |

### Сентябрь: Конституционная поправка по стимулированию спорта
| Выбор                                | Общее голосование | Общее голосование | Кантоны | Кантоны | Кантоны |
| Выбор                                | Голосов           | %                 | Полных  | Полу-   | Всего   |
| ------------------------------------ | ----------------- | ----------------- | ------- | ------- | ------- |
| За                                   | 524 361           | 74,6              | 19      | 6       | 22      |
| Против                               | 178 283           | 25,4              | 0       | 0       | 0       |
| Пустых бюллетеней                    | 17 658            | –                 | –       | –       | –       |
| Недействительных бюллетеней          | 1 081             | –                 | –       | –       | –       |
| Всего                                | 721 383           | 100               | 19      | 6       | 22      |
| Зарегистрированных избирателей/ Явка | 1 648 062         | 43,8              | –       | –       | –       |
| Источник: Nohlen & Stöver            |                   |                   |         |         |         |

### Сентябрь: Инициатива о праве на жилище
| Выбор                                | Общее голосование | Общее голосование | Кантоны | Кантоны | Кантоны |
| Выбор                                | Голосов           | %                 | Полных  | Полу-   | Всего   |
| ------------------------------------ | ----------------- | ----------------- | ------- | ------- | ------- |
| За                                   | 344 640           | 48,9              | 7       | 2       | 8       |
| Против                               | 359 818           | 51,1              | 12      | 4       | 14      |
| Пустых бюллетеней                    | 16 420            | –                 | –       | –       | –       |
| Недействительных бюллетеней          | 1 192             | –                 | –       | –       | –       |
| Всего                                | 722 070           | 100               | 19      | 6       | 22      |
| Зарегистрированных избирателей/ Явка | 1 648 062         | 43,8              | –       | –       | –       |
| Источник: Nohlen & Stöver            |                   |                   |         |         |         |

### Ноябрь: Финансовый порядок
| Выбор                                | Общее голосование | Общее голосование | Кантоны | Кантоны | Кантоны |
| Выбор                                | Голосов           | %                 | Полных  | Полу-   | Всего   |
| ------------------------------------ | ----------------- | ----------------- | ------- | ------- | ------- |
| За                                   | 366 117           | 55,4              | 8       | 2       | 9       |
| Против                               | 294 965           | 44,6              | 11      | 4       | 13      |
| Пустых бюллетеней                    | 19 658            | –                 | –       | –       | –       |
| Недействительных бюллетеней          | 1 355             | –                 | –       | –       | –       |
| Всего                                | 682 095           | 100               | 19      | 6       | 22      |
| Зарегистрированных избирателей/ Явка | 1 665 753         | 40,9              | –       | –       | –       |
| Источник: Nohlen & Stöver            |                   |                   |         |         |         |